# Oncideres albistillata
Oncideres albistillata är en skalbaggsart som beskrevs av Dillon 1952. Oncideres albistillata ingår i släktet Oncideres och familjen långhorningar. Inga underarter finns listade i Catalogue of Life.